# Berningerus
Berningerus is een kevergeslacht uit de familie van de boktorren (Cerambycidae). De wetenschappelijke naam van het geslacht werd voor het eerst geldig gepubliceerd in 1955 door Lepesme & Breuning.

## Soorten
Berningerus omvat de volgende soorten:
- Berningerus gorilloides Teocchi, 1987
- Berningerus gorillus (Thomson, 1858)
- Berningerus mameti Breuning, 1956
- Berningerus maynei Breuning, 1956